# Joan d'Horne

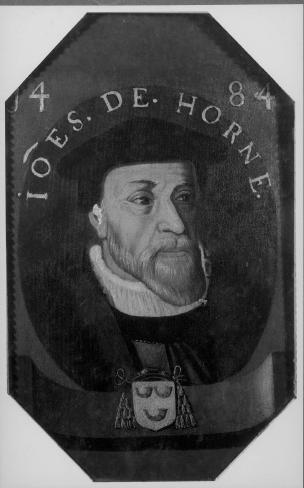
Joan d'Horne

Joan d'Horne (1450 - 18 de desembre de 1505, a Maastricht) va ser príncep-bisbe del principat de Lieja des del 1483 fins a la seva mort.
Provenia d'una antiga família de nobles, originària de la vila de Horn del comtat del mateix nom (actualment als Països Baixos).
Després de la mort de Lluís de Borbó en una batalla dirigida per Guillem de la Mark i la temptativa d'aquest darrer per fer elegir el seu fill Joan el 14 de setembre de 1482 com príncep-bisbe, el principat va conèixer uns mesos d'inestabilitat. Les tropes brabançones van atacar les Bones Viles de Borgloon, Tongeren, Hasselt i Herk-de-Stad i van incendiar Haspengouw, el graner del principat.
Guillem va ser vençut al gener de 1483 pels brabançons i el 17 de febrer el papa Sixt IV van anomenar Joan d'Horne príncep-bisbe de Lieja, el que va atiar a rivalitat entre les famílies d'Horne i de la Mark. El 10 d'abril, va signar-se a Huy un tractat de pau entre el ducat de Brabant i el principat.
Segons aquest tractat, la primera missió del nou príncep consistia en la reparació dels estralls causats pels dos anys de guerra a la fi del regne del seu predecessor Lluís de Borbó. També va negociar amb Felip I de Castella perquè aquest reconegués la neutralitat del principat de Lieja en una temptativa de protegir-lo contra més destruccions i guerres.
El 5 d'abril de 1487 va signar-se a l'abadia de Sant Jaume a Lieja la Pau de Sant Jaume. En aquest tractat s'hi van plasmar tots els drets, lleis i costums del principat, el que va contribuir a la seguretat jurídica de la població i al floriment de la indústria i de les arts.